# NGC 2608
NGC 2608 = Arp 12 ist eine verschmelzende Balken-Spiralgalaxie vom Hubble-Typ SBb im Sternbild Krebs auf der Ekliptik. Sie ist schätzungsweise 93 Millionen Lichtjahre von der Milchstraße entfernt und hat einen Durchmesser von etwa 50.000 Lj.
Im selben Himmelsareal befindet sich u. a. die Galaxie NGC 2619.
Die Supernovae SN 1920A (Typ-I) und SN 2001bg (Typ-Ia) wurden hier beobachtet.
Halton Arp gliederte seinen Katalog ungewöhnlicher Galaxien nach rein morphologischen Kriterien in Gruppen. Diese Galaxie gehört zu der Klasse Spiralgalaxien mit gespaltenen Armen (Arp-Katalog).
Das Objekt wurde am 12. März 1785 von Wilhelm Herschel entdeckt.